# 禾市站
禾市站位于湖南省郴州市安仁县，是吉衡铁路的一座火车站，技术性质为中间站，不办理客、货运业务，为列车提供到发和会让，车站等级为四等站。该站在规划中曾叫西江站。